# Солдатское кладбище Второй мировой войны (Друскининкай)
Друскининкайское солдатское кладбище Второй мировой войны (лит. Druskininkų II pasaulinio karo karių kapinė) — военное кладбище советских солдат, погибших во время Второй мировой войны. Расположено в 0,35 км к северо-западу от улицы В. Кудиркос (лит. V. Kudirkos gatvė), на юго-западном берегу озера Друсконис в Друскининкае, Литва. Кладбище включено в Регистр культурных ценностей Литовской Республики, охраняется государством (код 4365). В 50 м к югу находится старое городское кладбище, в 1,8 км к северо-западу — солдатское кладбище Первой мировой войны.

## История
14 июля 1944 года Красная Армия вошла в Друскининкай. В операции принимали участие 71 и 36 стрелковые корпуса. Солдаты, погибшие в боях и умершие в военном госпитале, были похоронены в трех местах. Самое большое кладбище было в Пагане, на улице Друскининкай, 8. Другие захоронения располагались в городском парке и на площади напротив костёла Девы Марии. Могилы были отмечены маленькими красными фанерными обелисками с пятиугольными звездами наверху. На церковном кладбище были похоронены советские летчики, погибшие зимой 1944—1945 гг. возле Вечюнай. В 1945 году перед западным фасадом церкви были захоронены останки погибших воинов, перенесенные из городского парка, с улицы Друскининкай и из отдельных временных захоронений Друскининкайского района. В центре кладбища был сооружен монументальный каменный обелиск.
В январе 1962 года по инициативе председателя исполкома Друскининкайского городского Совета Стасиса Янилёниса (лит. Stasys Janilionis) останки солдат были перенесены на новое солдатское кладбище на берегу озера Друсконис, рядом со старым городским кладбищем.
В 1971 году кладбище занесено в список местных исторических памятников (код IV181), в 1992 году зарегистрировано в Регистре культурных ценностей Литовской Республики.
В 1987 году установлен памятник в виде лаврового венка, автор проекта — скульптор Витаутас Мартишюс (лит. Vytautas Martišius).

## Описание

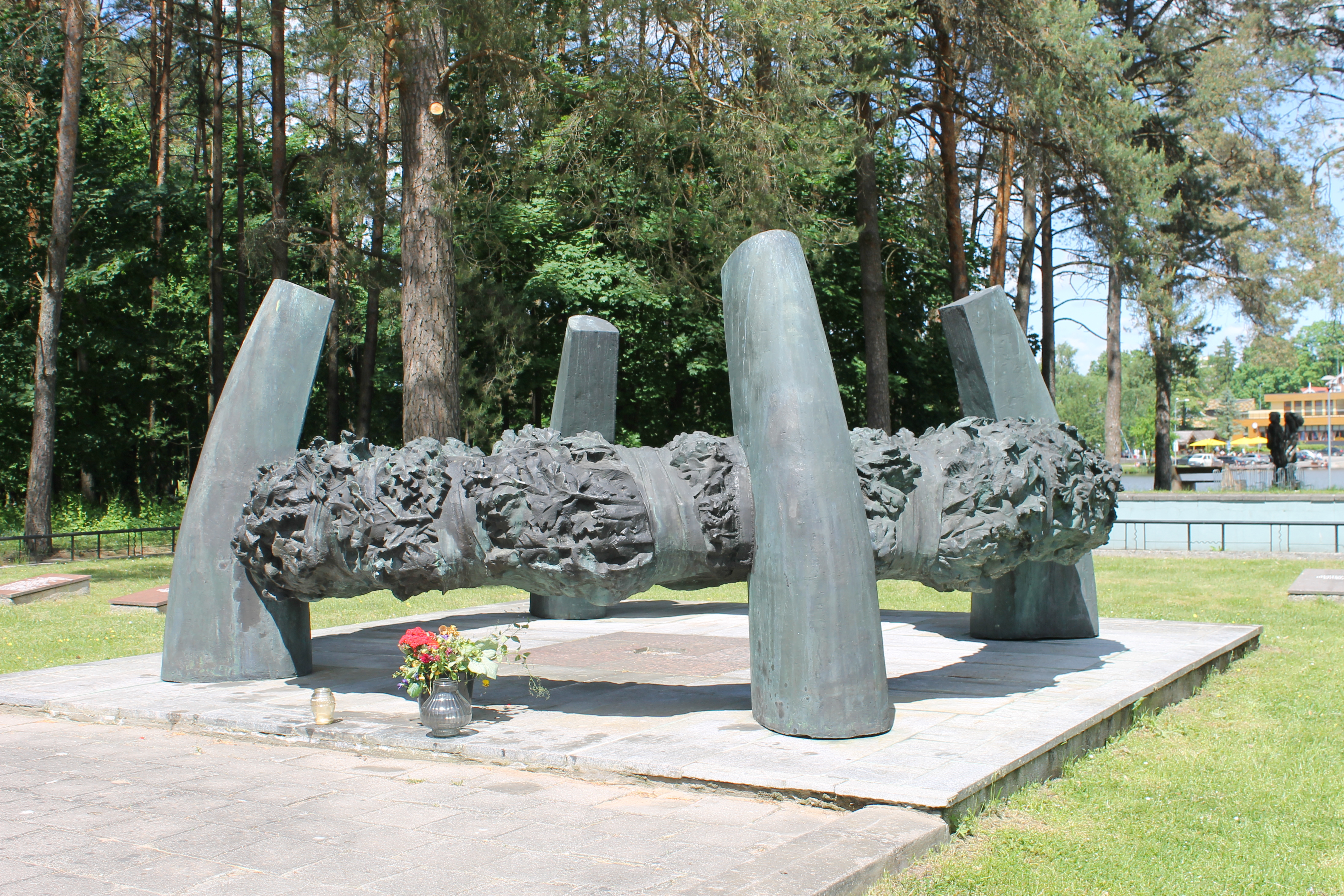
Памятник памяти погибших воинов

Кладбище прямоугольное в плане, длиной 54 м и 28 м в ширину. С западной и северной стороны ограждено бетонной стеной, а с восточной и южной стороны — металлическим забором, к югу от которого находится главный вход. От главного входа вдоль кладбища проложена бетонная дорожка. В его конце в северной части кладбища на прямоугольном постаменте стоит бронзовый памятник, изображающий лавровый венок, поддерживаемый четырьмя полукруглыми изогнутыми артиллерийскими орудиями. Прямоугольные надгробные гранитные плиты  с данными о погребенных могилах равномерно распределены по 4 ряда с каждой стороны от главной дорожки.
По официальным данным на кладбище похоронены 250 солдат: 179 опознаны и 71 неизвестен. В 2011 году Институт Военного наследия опубликовал список с именами 122 идентифицированных солдат.